# Ґонсін
Ґонсін (пол. Gąsin) — село в Польщі, у гміні Пшикона Турецького повіту Великопольського воєводства.
Населення — 220 осіб (2011).
У 1975-1998 роках село належало до Конінського воєводства.

## Демографія
Демографічна структура станом на 31 березня 2011 року:
|          | Загалом | Допрацездатний вік | Працездатний вік | Постпрацездатний вік |
| -------- | ------- | ------------------ | ---------------- | -------------------- |
| Чоловіки | 104     | 26                 | 69               | 9                    |
| Жінки    | 116     | 24                 | 64               | 28                   |
| Разом    | 220     | 50                 | 133              | 37                   |